# Eddy Van Den Berge
Eddy Van den Berge (10 november 1958) is een Belgisch voetbalcoach. Tussen 2003 en 2020 was hij werkzaam bij SV Zulte Waregem.

## Carrière
Voor zijn intrede bij Zulte Waregem was Van den Berge onder andere actief bij Eendracht Grotenberge, KSV Geraardsbergen en KSV Sottegem. In 2003 ging hij aan de slag bij SV Zulte-Waregem, waar hij eerst jarenlang de assistent was van Francky Dury. Na diens vertrek naar KAA Gent in 2010 ging Van den Berge verder als assistent van Dury's opvolger Bart De Roover. Na het ontslag van De Roover in oktober 2010, was Van Den Berghe één wedstrijd hoofdtrainer ad interim. Toen Hugo Broos het seizoen afmaakte als hoofdcoach werd Van den Berge opnieuw assistent.
In het seizoen 2011/12 werd Van den Berge door de nieuwe hoofdtrainer Darije Kalezić gedegradeerd tot beloftentrainer, maar na de terugkeer van Francky Dury in december 2011 nam hij zijn plaats als assistent-trainer terug in. In 2020 werd Van den Berge na zeventien jaar bedankt voor bewezen diensten.
In 2021 werd Van den Berge de trainer van Free Pro Players FC, een initiatief om clubloze profvoetballers elke werkdag te laten trainen in een professioneel kader. Een jaar later ging hij ook aan de slag als video-analist bij Knokke FC.